# Servando Chávez Hernández
José Servando Chávez Hernández (San Lucas, Michoacán, 23 de octubre de 1936 - Guadalajara, Jalisco, 11 de noviembre de 2014) fue un abogado y político mexicano, gobernador de Michoacán entre 1970 y 1974.

## Biografía
Estudió Ciencias Políticas en la Universidad Nacional Autónoma de México, al igual que una Licenciatura en Derecho por la UNAM. Empezó siendo diputado federal por el VII distrito del estado de Michoacán de 1964-1967. También se desempeñó como miembro de la sección agraria de la Comisión de Estudios Legislativos, de la Comisión de Petróleo y de la sección técnica de la Comisión Ejidal. En cargos gubernamentales fue Secretario General de Gobierno en Quintana Roo, y Secretario General de Gobierno de Michoacán con Carlos Gálvez Betancourt. 
Al momento en el que Luis Echeverría nombra Director del IMSS a Carlos Gálvez, Servando Chávez fue nombrado Gobernador de Michoacán, cargo que ocupó de 1970 a 1974. Más tarde se desempeñó como Delegado General del CEN en el PRI de Guerrero. Finalmente fue Embajador de México en Honduras durante los sexenios de Carlos Salinas de Gortari y Ernesto Zedillo Ponce de León. Su hermano Ausencio Chávez Hernández también fue gobernador del estado de Michoacán.
Falleció el 11 de noviembre de 2014 en un hospital de Guadalajara debido a una enfermedad degenerativa.